# 李用熒
李用熒（1527年—？），字汝明，號養虛，山東東昌府高唐州人，軍籍，明朝政治人物。

## 生平
嘉靖三十一年（1552年）壬子科山東鄉試第四十五名舉人。嘉靖三十五年（1556年）中式丙辰科會試第二百四十一名，三甲第五十七名進士。户部观政，授浙江山阴县知县，改直隶吴桥县，嘉靖三十九年（1560年）升大理寺評事。

## 家族
曾祖李璘，州同知；祖父李淮；父李其松，知縣。母賈氏。兄用爕（生員）、弟用燿（生員）、用燊、用燈、用煇、用光、用燭、用煌、用熙、用炳。